# Nindorf, Rendsburg-Eckernförde
Nindorf là một đô thị thuộc quận Rendsburg-Eckernförde, bang Schleswig-Holstein.